# Vom Ahorn bis zur Zwiebel
Vom Ahorn bis zur Zwiebel – Pflanzen in unserer Umgebung ist eine Dokumentationsreihe des Bayerischen Rundfunks auf dem Sender BR-alpha.
Die 52-teilige Sendereihe aus dem Jahr 2008 stellt die heimische Pflanzenwelt vor. Jede Folge besitzt eine Länge von 5 Minuten. Die Pflanzen werden anhand von Naturaufnahmen und Animationen präsentiert. Zeitraffereffekte bieten detaillierte Einblicke in die Pflanzenwelt. Die Fernsehreihe befasst sich u. a. mit den Merkmalen und dem Aufbau, der Nutzung, den Früchten und der Vermehrung der Pflanzen.
Die Reihe wird samstags um 17:25 Uhr in BR-alpha ausgestrahlt und sonntags um 13:55 Uhr, donnerstags um 15:25 Uhr und freitags um 10:55 Uhr wiederholt. Alle Episoden sind zudem im Internet verfügbar.

## Episoden
Die einzelnen Folgen im Überblick:
| 1. Der Ahorn 2. Der Apfel 3. Der Bärlauch 4. Der Blaue Eisenhut 5. Die Brennnessel 6. Brombeere & Himbeere 7. Die Eberesche 8. Der Efeu 9. Die Eibe 10. Die Eiche 11. Die Esche 12. Der Farn 13. Die Fichte | 1. Fleischfressende Pflanzen 2. Das Gänseblümchen 3. Das Getreide 4. Die Hainbuche 5. Die Hasel 6. Die Heckenrose 7. Die Herbstzeitlose 8. Der Holunder 9. Der Hopfen 10. Die Kamille 11. Die Kartoffel 12. Die Kiefer 13. Der Klatschmohn | 1. Der Kohl 2. Der Kürbis 3. Die Lärche 4. Die Linde 5. Der Löwenzahn 6. Der Mais 7. Die Orchidee 8. Die Pappel 9. Der Raps 10. Die Rosskastanie 11. Die Rotbuche 12. Der Schachtelhalm 13. Das Schilf | 1. Die Seerose 2. Die Silberdistel 3. Der Spargel 4. Der Storchschnabel 5. Die Tollkirsche 6. Die Ulme 7. Die Walnuss 8. Die Weide 9. Die Weinrebe 10. Die Weißbirke 11. Die Weißtanne 12. Die Zuckerrübe 13. Die Zwiebel |